# 아이오와주의 대학 목록
다음은 미국 아이오와주의 대학 목록이다.

## 현존하는 대학
- 아이오와 대학교
- 아이오와 주립 대학교
- 그리넬 칼리지
- 팔머 칼리지 오브 카이로프랙틱

## 파산
- 캐플런 대학교

## 같이 보기
- 미국의 대학 목록